# فنزويلا خلال الحرب العالمية الثانية

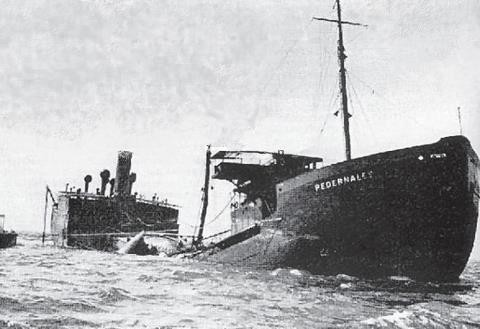
إغراق غواصة ألمانية لناقلة نفط فنزويلية في 16 فبراير عام 1942

يتميز تاريخ فنزويلا خلال الحرب العالمية الثانية بتغير جذري في اقتصاد البلاد والجيش والمجتمع. كانت فنزويلا في بداية الحرب العالمية الثانية عام 1939 أكبر مصدر للنفط في العالم، وبالتالي أصبحت أحد المستفيدين الرئيسيين من برامج الإعارة والاستئجار الأمريكية. أدت المساعدة الاقتصادية من الولايات المتحدة وكذلك صناعة النفط المزدهرة إلى أن تصبح فنزويلا واحدة من دول أمريكا اللاتينية القليلة التي كانت قادرة على تمويل تحديثها في فترة ما بعد الحرب. علاوة على ذلك تمكنت فنزويلا من خلال الدبلوماسية الماهرة من اكتساب المزيد من الأراضي، وزيادة حصتها في أرباح النفط، وكذلك تقليل اعتمادها على شركات النفط الأجنبية.
على الرغم من أن فنزويلا كانت محايدة رسميًا خلال معظم الحرب، إلا أنها دعمت الحلفاء سرًا وأعلنت الحرب على دول المحور في فبراير 1945 قبل بضعة أشهر من نهاية الحرب.

## التاريخ

### صناعة النفط
وفقًا للمؤلف توماس ليونارد، فقد حصل نفط فنزويلا على «اهتمام شديد» من دول الحلفاء والمحور قبيل وأثناء الحرب العالمية الثانية. وهكذا كان الهدف الاستراتيجي الرئيسي لفنزويلا من عام 1939 إلى عام 1945 هو حماية نفطها من الاستيلاء عليه من قبل أي دولة محاربة. ويرتبط بهذا بشكل وثيق الحاجة إلى تسويق النفط الذي أصبح الدعامة الأساسية للاقتصاد الفنزويلي. يقول ليونارد إن الحرب من الناحية المثالية يمكن أن تسفر عن «ازدهار اقتصادي» إذا تمكنت فنزويلا من الحفاظ على سياسة الحياد الصارم وبيع النفط لكلا الجانبين. ومع ذلك، لم يكن من المحتمل أن يتسامح أي من المحور أو الحلفاء مع مثل هذا الوضع، وفي النهاية انحازت فنزويلا إلى الحلفاء.
على الرغم من أن فنزويلا كانت بالتأكيد موالية للحلفاء، فقد حاولت الحكومة زيادة سيطرتها على سوق النفط التي كانت تهيمن عليها شركات البترول المملوكة لأمريكا. كان أحد الخيارات لديها هو تأميم صناعة النفط كما فعلت المكسيك في عام 1938. ومع ذلك، لم يُنظر في هذا الخيار بجدية أبدًا لأن تأميم صناعة النفط يعني الاستيلاء على النفط المملوك للولايات المتحدة وهو ما قد يؤدي إلى تدخل عسكري. على الرغم من أن تأميم المكسيك لصناعتها النفطية لم يؤد إلى تدخل عسكري أمريكي، إلا أن مجرد احتمال حدوثه كان كافيًا لجعل الحكومة الفنزويلية تركز فقط على السعي لمجرد زيادة حصتها من الأرباح، بدلًا من أخذها كاملة.
وافقت الولايات المتحدة التي كانت حريصة على الحفاظ على وصولها إلى النفط على زيادة عائدات النفط لفنزويلا في وقت لاحق. قُسمت الأرباح بنسبة خمسين - خمسين بين الحكومة الفنزويلية وشركات النفط مثل ستاندرد أويل وشل أويل المملوكة لبريطانيا. ونتيجة لذلك، كان دخل النفط في فنزويلا عام 1944 أعلى بنسبة 66% مما كان عليه عام 1941، وبحلول عام 1947 زاد إجمالي الدخل بنسبة 358%. سمحت هذه «الهبة» كما يسميها ليونارد لفنزويلا بأن تصبح واحدة من عدد قليل من دول أمريكا اللاتينية التي كانت قادرة على تمويل تحديثها في فترة ما بعد الحرب على عكس العديد من الدول الأخرى في المنطقة التي اعتمدت على المساعدة الاقتصادية من أمريكا.

### تأثير المحور
تعود الجهود النازية لزيادة نفوذها في فنزويلا وبالتالي إمكانية الوصول إلى النفط الفنزويلي إلى عام 1933، عندما شكل أرنولد مارجري المجموعة الإقليمية الفنزويلية للحزب النازي. بدأ الألمان بعد ذلك «مغازلة» الجيش الفنزويلي من خلال بعثته العسكرية. انتقالًا إلى «الجبهة الثقافية» واستكمالًا لتحليل ليونارد، حاول الجنرال فيلهلم فون فوبيل رئيس المعهد الإيبيري الأمريكي أن يمتلك تأثيرًا عن طريق إرسال زوجته إديث إلى فنزويلا بغرض «تمجيد فضائل الفاشية». كانت ألمانيا نشطة أيضًا في مواجهة التأثير الاقتصادي الأمريكي من خلال توسيع ممتلكاتها في مجالات التعدين والزراعة والسكك الحديدية.